# 吹田三暴力事件
吹田三暴力事件（すいたさんぼうりょくじけん）とは、部落解放同盟（略称は解放同盟、解同）が1972年に大阪府吹田市で起こした三大暴力事件の総称。傷害罪や暴行罪、暴力行為等処罰ニ関スル法律違反で起訴された。
吹田合同裁判事件とも呼ばれる。

## 吹田高校事件
1972年1月25日、解同大阪府連合会吹田光明町支部長の高田登美雄ら十数名が大阪府立吹田高等学校を訪れ、狭山裁判反対の署名と寄付を教職員に要求。
このとき、生活指導部室に無断侵入して注意を受けたことを逆恨みした高田は、映画『橋のない川』（今井正監督）の上映日程が黒板に書き留めてあるのに目をとめて文句をつけ、「差別映画の宣伝に対する糾弾」と称して教諭の顔を殴り、顔面挫傷の傷害を負わせた。

## 吹田二中事件
1972年6月、高田ら十数名が吹田市立第二中学校の職員室で同校の教諭に対し、同人が同盟支部員に怪我をさせたと因縁をつけ（教諭が同盟支部員に怪我をさせた事実がないことは公判で認定された）、「話をしたいので解放会館へ来い」と申し向けながら、こもごも同人の腕を引っ張り、暴行を加えた事件。
同教諭はこの他にも全校生徒集会で意見発表中に朝礼台から引きずり降ろされそうになる、マイクのスタンドで殴りかかられるなどの被害を同支部長らから受けていた。

## ことぶき保育園事件
1972年9月、吹田市立ことぶき保育園にて、高田の孫が転んで額にコブを作った。高田はこの件を保育園からの嫌がらせとして担任の保母を深夜まで糾弾。
これを中止させるべく吹田市労働組合連合会の役員3名が吹田市民生部長に申し入れをおこなったところ、高田は解同支部員三十数名を3役員に差し向けて暴行を加えさせ、負傷させた。
この事件につき、同年9月27日、保母と父母会が光明町会館にて当時の吹田市長榎原一夫の司会のもとで話し合いを持っていたところ、高田ら解同支部員三十数名が無断で乱入し、話し合いを妨害。榎原市長は高田らに退席を求めたが、高田から暴行を受け全治7日から10日の傷を負った。

## 判決
これらの3事件につき、高田支部長と支部執行委員の3名は教員や市労連役員たちから告訴され、1973年10月29日、大阪地裁で起訴された。
1982年9月13日、大阪地裁で3名全員に罰金5万円から25万円の有罪判決が下る。
ただし吹田高校事件や吹田二中事件については「犯罪の証明が無い」との理由で無罪となっている。
1. 高田支部長 - 罰金10万円[1]
2. 支部執行委員 - 罰金7万円[1]
3. 支部執行委員 - 罰金5万円[1]

1984年8月7日、大阪高裁でも有罪判決が下る。
吹田高校事件や吹田二中事件について原審の事実誤認が認められ、逆転有罪となった。
1. 高田支部長 - 罰金25万円[6]
2. 支部執行委員 - 控訴棄却[6]
3. 支部執行委員 - 控訴棄却[6]

1988年11月21日、最高裁で上告が棄却となり、有罪判決が確定した。